# Улица Шевченко (Николаев)
У́лица Шевче́нко (укр. Вулиця Шевченка) — улица в исторической части города Николаева.

## Местоположение
Улица Шевченко — продольная улица в Городовой части старого Николаева. В настоящее время она с запада ограничена сквером имени Тараса Шевченко и Террасной улицей, а с востока — Гражданской улицей. Имеет протяжённость около 2 километров.

## История
Первое название Ризницкая, данное полицмейстером Павлом Фёдоровым в 1822 году, но не утверждённое военным губернатором Николаева Алексеем Грейгом, было связано с тем, что улица заканчивалась у бывшего Воловьего двора, где находилась ризница (бойня со скамейками). В проекте Фёдорова было указано направление улицы: «От дома Машина, мимо Горяинова, Воловьего двора до ризницы». В конце улицы, где она приближалась к Херсонской (ныне — Центральный проспект), был старый Воловий двор Морского ведомства, а рядом с ним — городская бойня, которую называли (на украинский лад) ризницей. Впоследствии ризницы, по распоряжению Грейга были перенесены из города на берег Ингула в Дальнюю слободку.
В 1835 году полицмейстер Григорий Автамонов предложил в новом проекте название Таврическая — в честь соседнего Крыма, где находилась оперативная база Черноморского флота (античное название Крыма Таврия), а вот все земли Северного Причерноморья, а это современные области Херсона , Николаева И Одессы вместе с Крымом, назывались Таврида.. Это был более широкий проект, согласно которому улица шла «от дома Чиновника Дьяченко мимо Горяинова, Воловьего двора до резниц старых бывших».
От начала Таврической шёл спуск (мимо «юнтовских домов» и первого дома Никольской улицы) через заводскую железную дорогу и пустырь Сухого фонтана к берегу Бугского лимана, где был песчаный пляж.
В 1920-е годы Таврическая улица была переименована в улицу Шевченко — в память об украинском поэте Тарасе Шевченко.

## Памятники и здания
В начале улицы Шевченко разбит одноимённый сквер. В 1958 году здесь был установлен памятник Тарасу Шевченко — трёхметровая фигура из бетона на каменном пьедестале. Автор — скульптор И. Дыба. В 1985 году этот памятник был вновь открыт после реставрации.
С 1890 по 1917 год первый длинный квартал улицы по обе стороны занимали службы Прагского 58-го пехотного полка. Весь квартал под № 1 занимали штаб полка и казармы нестроевой роты со своими службами и складами. В теперешнем дворе дома № 3 были службы, плац для построений, длинный склад и дом, в котором, возможно, размещался штаб. Территория отделялась от улицы длинным глухим забором. Незадолго до войны в одном из сараев, разместившихся в бывших складах, был обнаружен подземный ход. Напротив, в доме № 4, жил командир полка полковник М. А. Пряслов (1904 г.).
В конце первого квартала в угловом доме (по Спасской № 8 находилась коммерческая контора А. Петрококино (1869 г.). Сейчас на этом месте возвышается новый многоэтажный жилой дом. В следующем квартале весь угол нечётной стороны занимала усадьба дома, расположенного по Спасской улице с аллеей, а напротив находился дом с наружной террасой, украшенный колоннадой. Сейчас этот квартал снесён, и на его месте располагаются производственные корпуса научно-исследовательского института и жилые дома.
В конце второго квартала в доме № 9 (угол Артиллерийской улицы) жил действительный член Статистического комитета капитан-лейтенант Е. С. Павловский (1869 г.), издатель первой николаевской газеты и адрес-календаря, а также автор «Лоции Черного моря». На противоположном углу находится здание, где размещалось Николаевское коммерческое училище имени статс-секретаря С. Ю. Витте (дом Каменки).
В квартале между Артиллерийской и Наваринской улицами, в доме № 15, жил смотритель провиантских магазинов полковник М. Г. Балюкин (1869 г.). Напротив, в доме № 22, жил греческий вице-консул И. П. Зигомала (1904 г.). На углу Наваринской улицы жил испанский консул Фишер (1892 г.). Через квартал, между Пушкинской и Фалеевской, в доме № 26 проживал городской секретарь, историк города Г. Н. Ге (1892 г.). Впоследствии здесь размещалось Николаевской казначейство (№ 26)/2, 1904 г.
В небольшом одноэтажном крытом черепицей доме под № 23 в 1904—1907 годах с некоторыми перерывами жил с семьёй польский революционер Феликс Кон. В 1907 году он покинул Николаев, поскольку ему было запрещено проживать в городе.
Между Фалеевской и Глазенаповской (ныне Декабристов) улицами в угловом доме № 28 находилась коммерческая контора П. Зигомала (1869 г.). Здесь же, на углу Фалеевской улицы, располагалась гостиница «Франция» (1892 г.). В доме № 32 жил учитель танцев Тибольт (1869 г.). В квартале между Глазенаповской и Рождественской (сейчас Лягина), в доме № 38 находилась коммерческая контора Д. Трояно (1869 г.). В квартале между Рождественской и Соборной в доме под № 45 после войны находилось общество по распространению научных и политических знаний. Это здание — образец провинциального модерна. Напротив находится необычный дом под № 42 (по новой нумерации — № 58) — крайнее проявление идеи русского стиля. Этот дом принадлежал купцу И. Ф. Бартеневу. Здание напоминает русскую деревянную избу с мезонином, но выполненную из камня. Вступая в борьбу с материалом, архитектор повторил в камне весь набор деревянных архитектурных деталей: резных карнизов, наличников и т. п., создав полную иллюзию деревянного сруба, установленного на каменном цоколе. Также в этом здании располагались бакалейный магазин, Первое Российское страховое от огня общество, Сельская почтовая контора. Всем этим заведовал Бартенев. Сейчас здесь Дворец торжественных событий.
В память о пребывании в Николаеве русского поэта Александра Пушкина на доме № 64-а установлена мемориальная доска. Доска представляет собой две страницы развёрнутой книги, надпись гласит: «На этом месте был дом почтовой станции, где проездом останавливался в 1820—1824 гг. А. С. Пушкин». Также на этом месте были биржа городских экипажей.
Между Соборной и Московской в старом двухэтажном доме в стиле позднего ренессанса (№ 46) размещалось Николаевское отделение Императорского русского технического общества (1904 г.) — центр местной научной и технической мысли. В ноябре 1905 года в этом здании состоялось заседание первого в Николаеве Совета рабочих депутатов, о чём напоминает мемориальная доска, установленная на его фасаде. На углу Московской улицы была коммерческая контора П. Фиорентино (1869 г.), а на углу Черниговской (ныне Шнеерсона) — еврейская общественная баня и еврейский молитвенный дом, основанный в 1866 г. Где-то в этом же районе нахолось табачная фабрика Сталя.